# Zbiroh
Zbiroh (in tedesco Sbirow) è una città della Repubblica Ceca facente parte del distretto di Rokycany, nella regione di Plzeň.